# Кожласола (Сернурський район)
Кожласо́ла (рос. Кожласола, марій. Кожласола) — присілок у складі Сернурського району Марій Ел, Росія. Входить до складу Марісолинського сільського поселення.

## Населення
Населення — 122 особи (2010; 112 у 2002).
Національний склад (станом на 2002 рік):
- марі — 98 %